# رادیم (ناحیه ییچین)
رادیم (به چکی: Radim) یک منطقهٔ مسکونی در جمهوری چک است که در شهرستان ییچین واقع شده‌است.